# Domus de Vilamajor
La Domus de Vilamajor és una casa forta de Tona (Osona) declarada Bé Cultural d'Interès Nacional.

## Descripció
Es conserva un tros de mur al turó situat a ponent del mas Vilamajor, el qual va aprofitar element de l'antiga fortalesa per la seva construcció.

## Història
Pere de Vilamajor i el seu fill Guillem, casat amb Elissendis, són els primers habitants coneguts de la fortalesa. El 1239 va succeir-los Simó de Vilamajor casat amb Sança. A partir del principi del segle xv els Vilamajor actuaren més com a pagesos rics que com a senyors o cavallers.